# Luoghi di Grand Theft Auto
Le principali ambientazioni della serie di videogiochi Grand Theft Auto, con poche eccezioni, sono luoghi fittizi degli Stati Uniti d'America, parodie di corrispondenti luoghi reali. Il videogioco Grand Theft Auto: London 1969, come suggerisce il nome, è invece ambientato a Londra.

## Liberty City
Liberty City è una città fittizia ispirata a New York, creata negli studi di Rockstar Games che appare  in diversi capitoli della serie, più precisamente nel primo Grand Theft Auto, in Grand Theft Auto III, Grand Theft Auto Advance, Grand Theft Auto: Liberty City Stories, Grand Theft Auto IV, Grand Theft Auto IV: The Lost and Damned, Grand Theft Auto IV: The Ballad of Gay Tony e Grand Theft Auto: Chinatown Wars. Una parte di Liberty City è stata riprodotta anche in Grand Theft Auto: San Andreas.
Le caratteristiche della città cambiano da un titolo all'altro. La versione più dettagliata è quella di Grand Theft Auto IV e delle sue espansioni che comprende i distretti di Broker (Brooklyn), Dukes (Queens), Bohan (Bronx), Algonquin (Manhattan), nonché Alderney che rappresenta lo stato del New Jersey.

## San Andreas

Vinewood (parodia di Hollywood) in Grand Theft Auto: San Andreas

San Andreas è uno stato degli Stati Uniti d'America fittizio della serie di Grand Theft Auto. È una caricatura dello Stato della California, creata dagli studi di Rockstar Games e utilizzata in diversi capitoli della serie, più precisamente nel primo Grand Theft Auto, Grand Theft Auto: San Andreas e Grand Theft Auto V.
Le differenze tra la prima apparizione e la seconda sono sostanziali. Infatti, nella prima San Andreas (che rappresentava uno dei livelli del gioco Grand Theft Auto) era solo una parte della città di San Francisco. Sono ricostruiti alcuni distretti o luoghi della reale San Francisco come il Lombard Street, il Russian Hill, Chinatown e un grande ponte rosso, emulazione del Golden Gate Bridge.
Nella seconda apparizione il nome San Andreas è riferito a uno Stato americano immaginario che comprende tre grandi territori: Los Santos (parodia della città di Los Angeles), San Fierro (imitazione della città di San Francisco), Las Venturas (caricatura di Las Vegas) e altri piccoli territori.
In Grand Theft Auto V San Andreas è basato sullo Stato della California, ma se comparato al suo predecessore, è molto più accurato in termini geografici e di grandezza territoriale. In questo capitolo, è rappresentata solo la città di Los Santos (Los Angeles) e i suoi territori circostanti escludendo San Fierro e Las Venturas.

## Vice City
Vice City, letteralmente "Città del Vizio", è una città fittizia ispirata a Miami. Essa appare per la prima volta nel primo Grand Theft Auto, insieme a Liberty City e San Andreas.
Successivamente viene utilizzata con un ruolo primario in Grand Theft Auto: Vice City. Qui è ambientata nell'anno 1986, in riferimento alla Miami degli anni '80, punto di riferimento per il trasporto di cocaina dal Sud America, e al telefilm poliziesco Miami Vice. Viene poi riproposta in Grand Theft Auto: Vice City Stories. Sarà infine una delle location principali di Grand Theft Auto VI, facendo appunto parte dell'ambiente di gioco localizzato nello Stato di Leonida (caricatura della Florida).